# Tenuipalpus jonkeri
Tenuipalpus jonkeri är en spindeldjursart som beskrevs av Meyer 1993. Tenuipalpus jonkeri ingår i släktet Tenuipalpus och familjen Tenuipalpidae. Inga underarter finns listade i Catalogue of Life.